# Iwan Neczuj-Łewycki

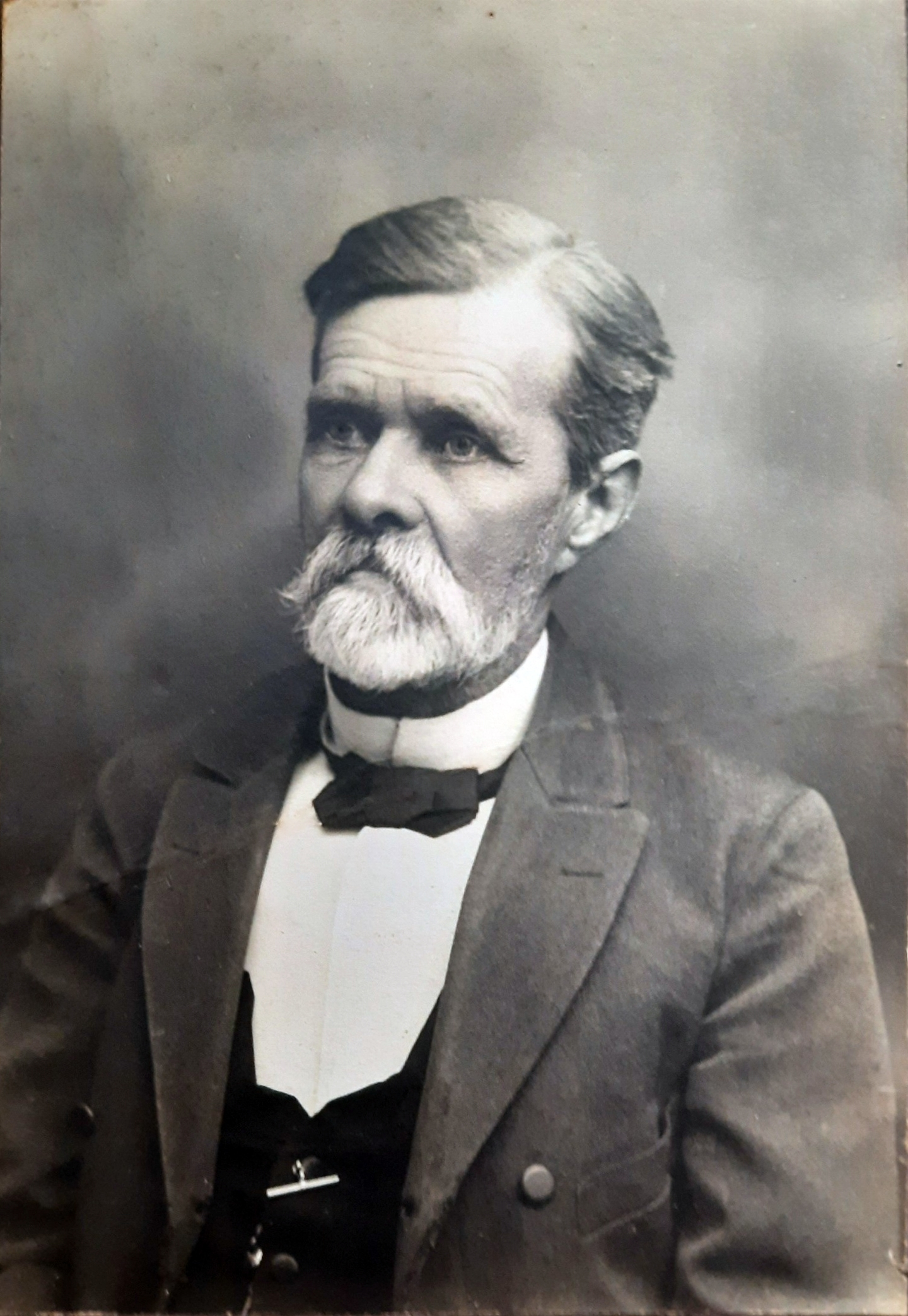
Iwan Neczuj-Łewycki 1838 – 1918

Iwan Neczuj-Łewycki (ukr. Іван Семенович Нечуй-Левицький; ur. 13 listopada?/25 listopada 1838 w Steblewie, zm. 2 kwietnia 1918 w Kijowie) – ukraiński pisarz i pedagog, autor opowiadań, powieści, utworów dramatycznych, prac historycznych i krytycznoliterackich oraz recenzji teatralnych.

## Życiorys
Iwan Neczuj-Łewycki urodził się we wsi Steblewo na Kijowszczyźnie, w rodzinie popa. Od najmłodszych lat interesował się zwyczajami i życiem ludzi na wsi oraz ukraińskim folklorem. W wieku 7 lat rozpoczął naukę w szkole przy monasterze św. Mikołaja w Bohusławiu. Później kształcił się w seminarium duchownym w Kijowie (1853–1859) i Kijowskiej Akademii Duchownej (1861–1865). Akademię ukończył z tytułem magistra, zrezygnował jednak z kariery duchownego na rzecz pracy pedagoga i nauczyciela – najpierw w połtawskim Seminarium Duchownym (1865–66), później w różnych gimnazjach. W latach 1866–1872 uczył literatury rosyjskiej, historii i geografii w gimnazjach rosyjskich w Kaliszu i w Siedlcach, gdzie zetknął się z życiem i kulturą polską. Wykształcenie literackie zdobył jako samouk przez rozległą lekturę, przede wszystkim literatury rosyjskiej, ale także dzieł literatury światowej, m.in. Dantego i Cervantesa. Studiował również dzieła filozofów swojej epoki. W 1885 r. pisarz zakończył pracę nauczyciela i osiedlił się w Kijowie. Tam prowadził spokojny tryb życia, poświęcając się w pełni literaturze aż do śmierci w 1918 r.

## Twórczość
Neczuj-Łewycki jest przedstawicielem nurtu etnograficzno-opisowego w realistycznej literaturze ukraińskiej II poł. XIX w. Głównym tematem jego powieści było życie wsi ukraińskiej. Kreślił w nich obrazy ucisku pańszczyźnianego, ubożenia chłopstwa, nowej pańszczyzny stosowanej w fabrykach i zakładach przemysłowych, próżniaczego życia ziemiaństwa. Światopogląd pisarza wykazywał wiele sprzeczności. Z jednej strony Neczuj-Łewycki deklarował się jako liberał, zachwycał się reformą włościańską z 1861 r., z uznaniem pisał o rozwoju kapitalizmu w Rosji, z drugiej strony dostrzegał anomalie życia kraju i szukał radykalnych środków na ich usunięcie. Szereg jego utworów zawiera satyrę na mieszczaństwo, duchowieństwo, szlachtę i magnatów.
Pierwszą powieść Dwi moskowky (Дві московки) ogłosił w r. 1866 i od razu zyskał zainteresowanie czytelników i krytyków ze względu na nowatorskie i oryginalne przedstawienie charakterów głównych bohaterek. Najwybitniejszymi utworami Neczuja-Łewyckiego są powieści: Mykoła Dżeria (Микола Джеря, 1878) i Kajdaszewa Simja (Кайдашева сім’я, 1879).
Mykołę Dżeriu krytycy określają jako jeden z najlepszych utworów literatury ukraińskiej o problematyce wiejskiej. Powieść jest historią życia ukraińskiego chłopa, Mykoły, który po reformie włościańskiej w 1861 r. popada w nowe społeczne konflikty – z wyzyskiwaczami, carskim sądem, policją. Mykoła Dżeria ma charakterystyczną dla Łewyckiego kompozycję powieści-kroniki, dzięki czemu czytelnik wraz z rozwojem wydarzeń, śledzi ewolucję psychologiczną bohatera.
Kajdaszewa Simja to powieść społeczno-obyczajowa ilustrująca stosunki na wsi ukraińskiej po reformie w 1861 r. Autor wykreował w niej galerię typowych dla swojej epoki postaci z wiejskiego życia. W humorystyczny sposób opisał wzajemne konflikty i wybuchy złości członków rodziny Kajdaszów. Powieść stanowi jednak dość smutny wizerunek rodziny, gdzie syn występuje przeciwko matce i gdzie wszyscy członkowie tracą czas i siły na niepotrzebne spory.
Po śmierci Pantełejmona Kulisza dokończył pierwszy przekład Biblii na język ukraiński – Biblię Kulisza – opublikowany w roku 1903.

## Ważniejsze dzieła

### Powieści
- Dwi Moskowky (Дві московки, 1868),
- Pryczepa (Причепа, 1869),
- Chmary (Хмари, 1974),
- Mykoła Dżeria (Микола Джеря, 1878),
- Kajdaszewa Simja (Кайдашева сім’я, 1879),
- Burłaczka (Бурлачка, 1880),
- Staroswitśki batiuszky ta matuszky (Старосвітські батюшки та матушки, 1984),
- Nad Czornym morem (Над Чорним морем, 1890),
- Pomiż worohamy (Поміж ворогами, 1893),
- Kniaź Jeremija Wysznewećkyj (Князь Єремія Вишневецький, 1897),
- Hetman Iwan Wyhowśkyj (Гетьман Іван Виговський, 1899)

### Opowiadania
- Rybałka Panas Krut’ (Рибалка Панас Круть, 1868),
- Zaporożci (Запорожці, 1873),
- Ne można babi Parasci wderżatyś na seli (Не можна бабі Парасці вдержатись на селі, 1874),
- Błahosłowist’ babi Pałażci skoropostyżno wmerty (Благословість бабі Палажці скоропостижно вмерти, 1875),
- Czortiacza spokusa (Чортяча спокуса, 1885),
- Afonśkyj projdyswit (Афонський пройдисвіт, 1890),
- Ne toj staw (Не той став, 1896),
- Stari hultiaji (Старі гультяї, 1897),
- Kyjiwśki prohaczi (Київські прохачі, 1905),
- Siłśka starszyna benketuje (Сілська старшина бенкетує, 1912)

### Utwory dramatyczne
- Marusia Bohusławka (Маруся Богуславка, 1875),
- Popałuś (Попалусь, 1891),
- W dymu ta połumji (В диму та полум’ї, 1911)

### Artykuły
- Switohlad ukrajinśkoho narodu w prykładi do siohoczasnosti (Світогляд українського народу в прикладі до сьогочасності, 1868),
- Siohoczasne literaturne priamuwannia (Сьогочасне літературне прямування, 1878-1884),
- Ukrajinstwo na literaturnych pozwach z Moskowszczynoju (Українство на літературних позвах з Московщиною, 1891)